# Keckkapelle

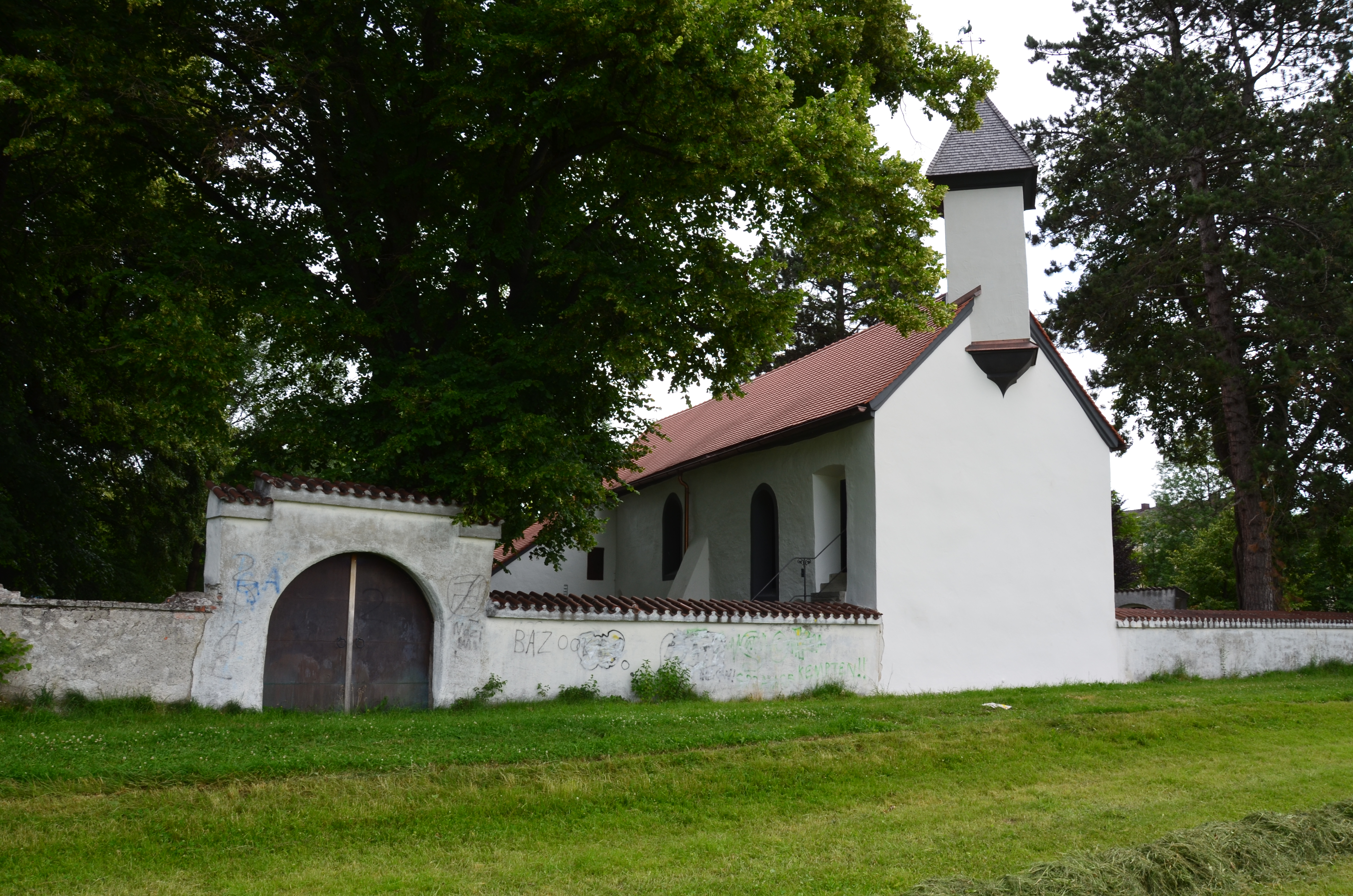
Keckkapelle (Westseite)

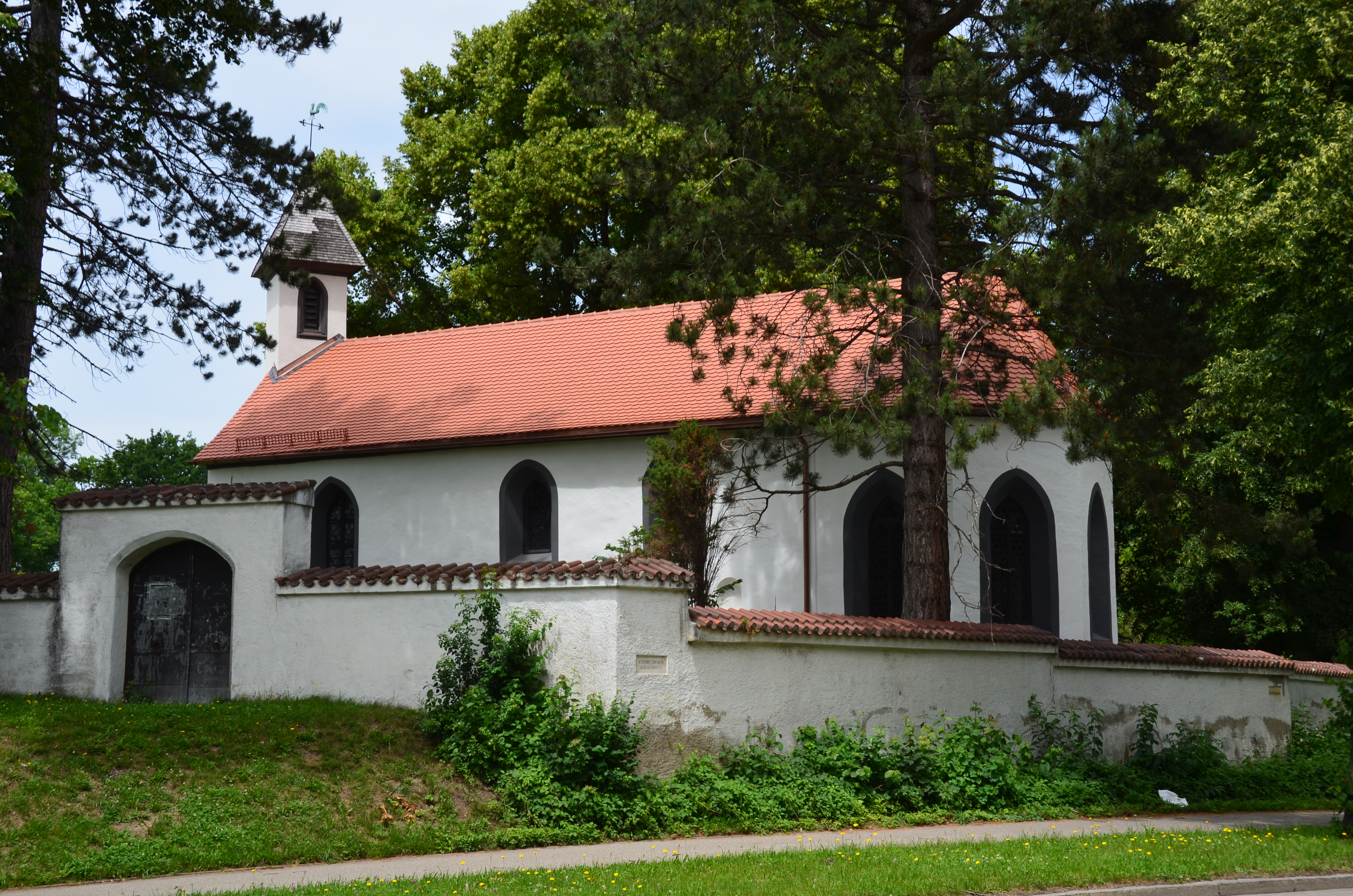
Südseite mit Chor

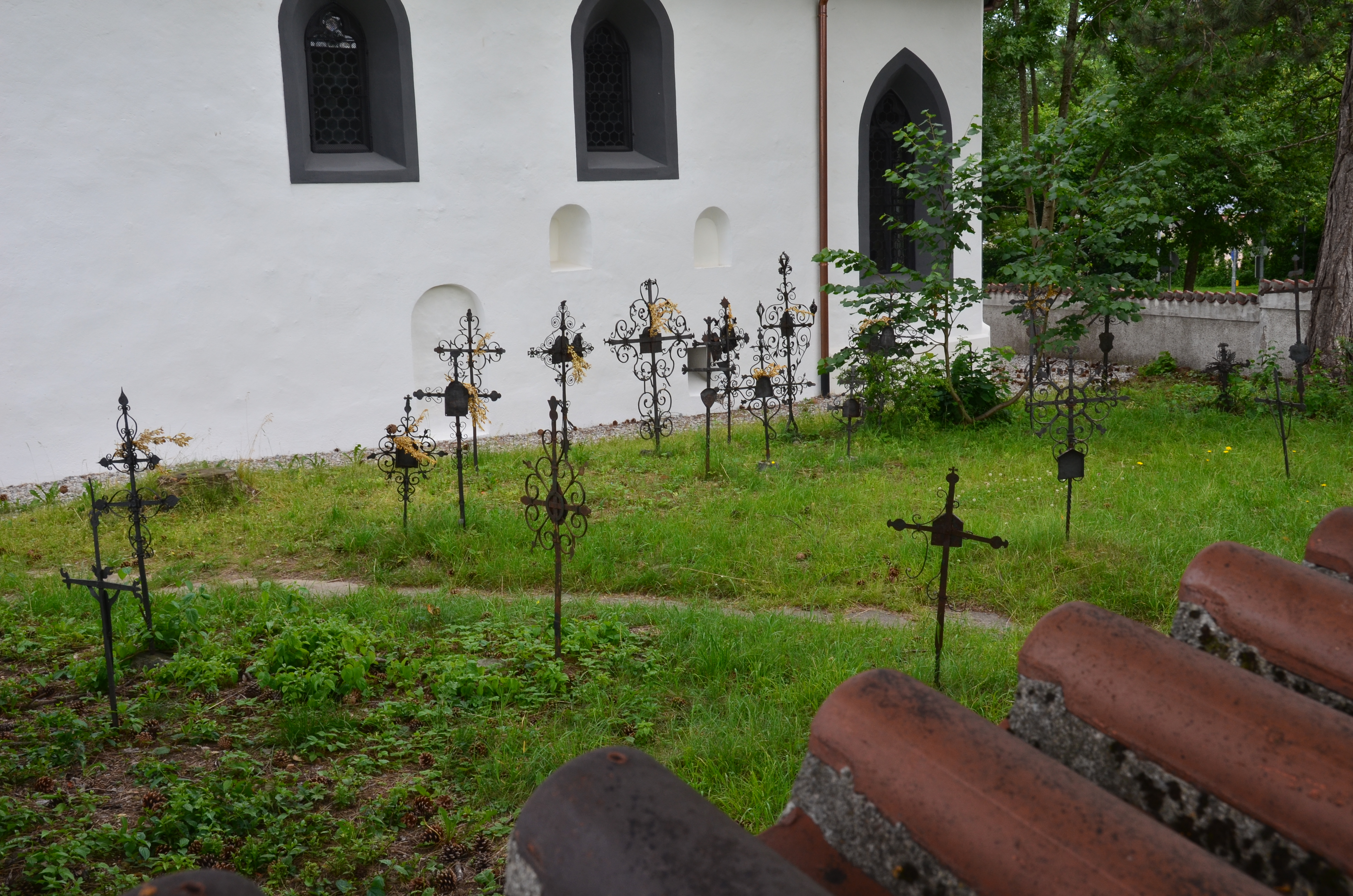
Schmiedeeiserne Kreuze innerhalb der Umfriedung

Die Keckkapelle ist ein Kirchengebäude romanischen Ursprungs in Kempten (Allgäu). Sie ist die älteste Kirche der Stadt und erfuhr mehrere Umbauten und Erweiterungen. Die Kapelle ist dem heiligen Stephanus geweiht. Die vollständige Bezeichnung der Kapelle lautet Leprosenkapelle St. Stephan im Keck.

## Lage und Bezeichnungen
Die Kapelle befindet sich auf dem östlichen Illerhochufer oberhalb der Kemptener Altstadt. Heute steht sie in direkter Nähe zur Kaufbeurer Straße und dem Verkehrsknotenpunkt Berliner Platz, einer großen Kreuzung, die der Verteilung des Verkehrs über den Stadtring zur A 7 und B 12 dient. Zur Errichtungszeit stand die Kapelle weit außerhalb der mittelalterlichen Altstadt auf kaum bebautem Gelände. Archäologische Ausgrabungen im Umfeld zeigten, dass die Kapelle über dem großen römischen Gräberfeld der Landstadt Cambodunum errichtet worden ist.
Die Kapelle ist dem heiligen Stephanus geweiht. Geschichtlich erwähnt wird sie als Leprosenkapelle St. Stephan, Keck-Kapelle oder Keckkapelle, wobei die letzten beiden Namen am häufigsten verwendet werden. Der Name „Keck“ stammt von einem früheren Besitzer, der auch der Eigentümer und Betreiber des Gasthofs „Zum Keck“ in direkter Nachbarschaft war.

## Geschichte
Die heutige Keckkapelle basiert auf einem romanischen Bau aus dem Hochmittelalter. Dies zeigten die Formen des Mauerwerks sowie der romanischen Rundbogenfenster, die bei einer Sanierung in den 1930er Jahren freigelegt wurden. In gotischer Zeit wurde die Kapelle umgebaut und durch einen mehreckigen Chor erweitert.
1521 verlegte man das Seelhaus aus der Stadt zur Stephanskapelle. 1665 wurde das Seelhaus, drei Jahre später auch die Kapelle auf Kosten eines Johann Auchters renoviert. In dieser Zeit entstand wohl auch der quadratische Dachreiter. Im Jahr 1769 wurde das Gut mit der kleinen Kapelle von einem „gewissen Keck“ erworben. Die Kapelle gelangte 1898 in den Besitz des Konsuls Leonhard Kluftinger. In den Jahren 1898 und 1940 beschäftigte man sich mit einer Restaurierung der Kapelle. Dabei legte man die umfangreichen, gotischen Wandmalereien im Chorraum frei.
2010 und 2011 meldete die regionale Presse, dass eine Einsturzgefahr der Decke bestehe. Um dem entgegenzuwirken, restaurierte man die Kapelle für rund 200.000 Euro.
Die Keckkapelle ist im Besitz einer privaten Stiftung und nicht öffentlich zugänglich. Mehrmals im Jahr finden dort evangelische Gottesdienste und Andachten statt.

## Baubeschreibung
Das Mauergeviert um die Kapelle umschloss ursprünglich den Friedhof des Leprosenhauses; er kann im Süden durch einen Eingang mit Stichbogen sowie nördlich durch ein rechteckiges Tor betreten werden. Innerhalb der Ummauerung sind heute 52 schmiedeeiserne Grabkreuze aufgestellt, die ursprünglich auf verschiedenen Friedhöfen des Allgäus standen. Östlich des Straßeneinschnittes befand sich das bis in das 18. Jahrhundert mit Stegen verbundene Leprosenhaus, auch Seelhaus genannt, „Zu den hohen Stegen“. Nach der Zerstörung durch Bombentreffer im Jahr 1944 verblieben vom Leprosenhaus lediglich wenige Mauerreste. Nicht weit vom Kapellenstandort befand sich der mit Zwerchhaus erbaute, zweistöckige Gasthof „Zum Keck“.
Die Längswände, die spätestens aus dem 13. Jahrhundert stammen sollen, weisen nördlich ein, südlich zwei Rundbogenfenster auf. Die Grundmauern einer halbrunden Apsis mit der Altarstelle unter dem gotischen Chor wurden im Jahr 1940 freigelegt.
Nach 1451 wurde der Chor durch eine Joche mit einem 5/8-Schluss und Kreuzrippengewölbe erweitert. In dieser Zeit baute man auch das Haus für den Seelsorger, das Leprosenhaus.

## Ausstattung

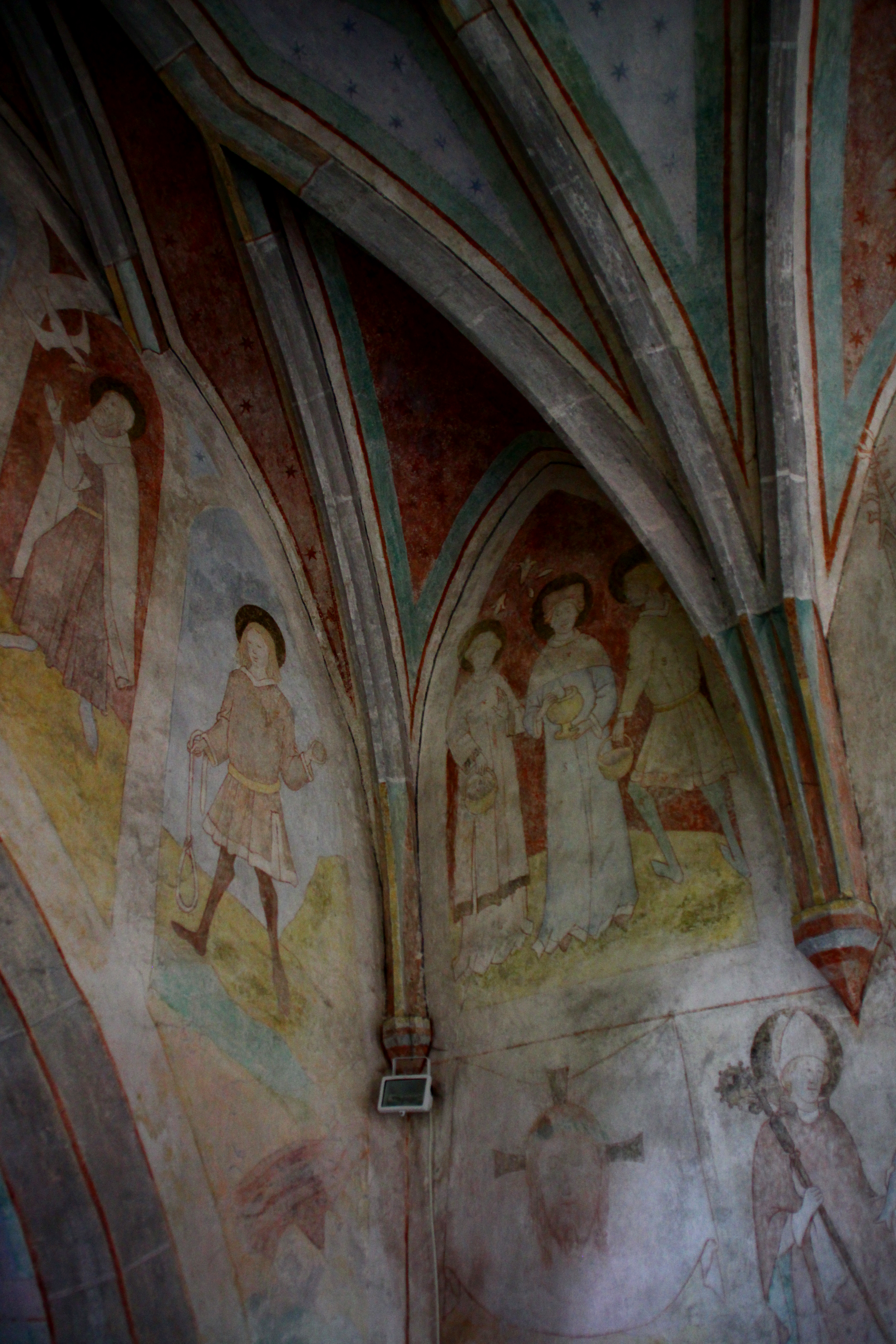
Fresken im Chor

Im Inneren der Kapelle befinden sich Objekte aus verschiedenen Epochen. Ein im Jahr 1908 geschaffener Altar stellt den Mittelpunkt im Chor dar. Lange Jahre wurde angenommen, dass der Altar aus Tirol stammt. Er hat einen modernen, ergänzten Schrein mit Gesprenge. Die zwei älteren Flügelbilder zeigen die Heilige Anna und den Heiligen Alexius.
Die zwei knienden Engel aus dem mittleren 18. Jahrhundert befinden sich in der Sakristei und sind aus Holz geschnitzt.
Die im Chor befindlichen Fresken stammen aus den Jahren um 1460 und werden entweder einem Maler der Memminger Schule oder einem weniger bekannten Maler aus Kempten zugeordnet.
Von den 1898 freigelegten Malereien in Seccotechnik blieben nur die Untermalungen erhalten; zahlreiche Details gingen bei der Freilegung verloren. Daher wirkt auch die Farbigkeit matter, als sie ursprünglich gewesen sein muss. Mehrere Restaurierungen griffen zum Teil schwer in die Originalsubstanz ein. Bei der Reinigung und Festigung durch den Mindelheimer Restaurator Toni Mayer 1976 stellte sich heraus, dass nur noch ein Drittel des Originalfarbbestandes vorhanden ist.
Dargestellt sind verschiedene Heilige und Kirchenväter sowie im Chorbogen die törichten und die klugen Jungfrauen. Neben dem mit Scheinarchitektur umrahmten Sakramentshaus ist das Letzte Abendmahl aufgemalt, zwischen den beiden Schlusssteinen Christus am Kreuz.
Auf einem 1495 entstandenen Tafelbild in der Kapelle ist der Kampf des Heiligen Magnus von Füssen, der als Apostel des Allgäus verehrt wird, mit Drachen und Ungeziefer dargestellt.
An der Empore befindet sich ein Bilderzyklus vom Grönenbacher Künstler Ludwig Eberle, der Zyklus stellt die Geschichte der Kapelle samt Umgebung künstlerisch dar.

## Römisches Gräberfeld „Auf der Keckwiese“
Das römische Gräberfeld „Auf der Keckwiese“ südwestlich der Kapelle ist das größte bekannte Gräberfeld der antiken Stadt Cambodunum. Es erstreckte sich nördlich der mittelkaiserzeitlichen Siedlung auf dem Lindenberg an der Straße nach Augsburg (Augusta Vindelicorum). Auf einer Länge von 290 m konnten über 400 Bestattungen aus dem 1. und 2. Jahrhundert n. Chr. festgestellt werden. Diagonal zur Römerstraße wird das Gräberfeld heute von der Kaufbeurer Straße durchschnitten. Archäologische Ausgrabungen fanden seit den 1960er Jahren statt. Besonders der östliche Teil konnte wegen modernen Eingriffen durch Straßenbau und Hangregulierung nicht untersucht werden. Im Norden dürfte sich das Gräberfeld erheblich über das untersuchte Areal hinaus erstreckt haben. Hier könnte sich eine lockere Streuung monumentaler Grabbauten angeschlossen haben, von denen einer in der Artillerie-Kaserne an der Kaufbeurer Straße entdeckt wurde. In der Spätantike wurde das Areal erneut zur Bestattung genutzt. Im nördlichen Bereich überlagerten einige von insgesamt 38 größtenteils beigabenlosen Körpergräbern die Brandgräber der frühen und mittleren Kaiserzeit.